# Alfert
Alfert ist ein Ortsteil der Gemeinde Bestwig in Nordrhein-Westfalen, Deutschland. Im Januar 2020 hatte Alfert 52 Einwohner. Der Ortsteil liegt an der Ruhrtalbahn und der Bundesstraße 7 und  gehört zur Ortschaft Ostwig. In Alfert mündet die Elpe in die Ruhr. An der Mündung befindet sich das Laufwasserkraftwerk Alfert. An der Einmündung beginnt das Gewerbegebiet Alfert, das parallel zur B 7 liegt.

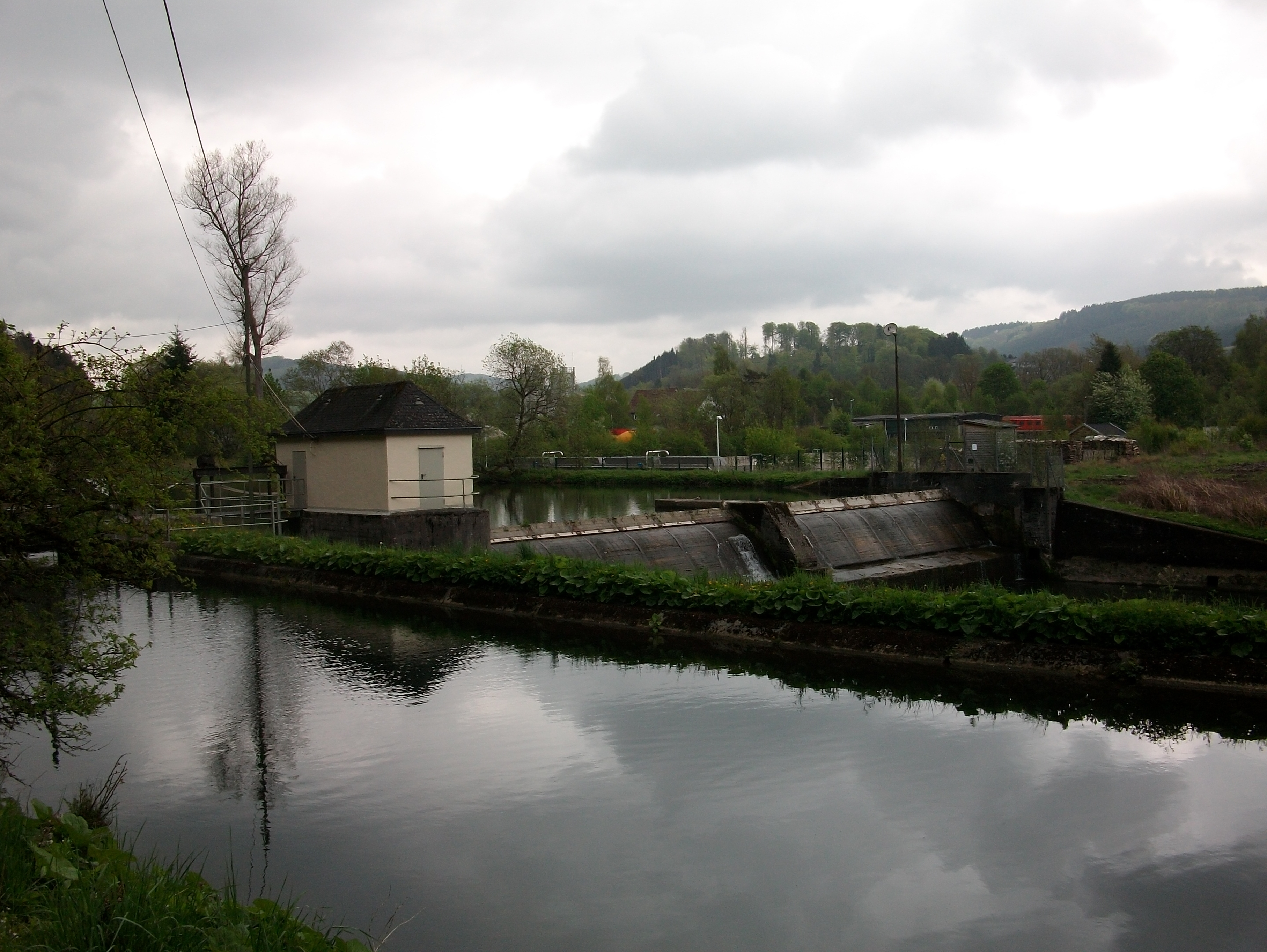
Laufwasserkraftwerk Alfert